# François-Xavier Gautrelet
François-Xavier Gautrelet (Sampigny, 15 febbraio 1807 – Montluçon, 4 luglio 1886) è stato un gesuita e saggista francese.

## Biografia
Studiò presso il seminario di Autun e nel 1829 entro nella Compagnia di Gesù: proseguì la sua formazione in Svizzera e nel 1835 venne ordinato prete. Fu docente di filosofia e nel 1841 venne assegnato al seminario di Vals-les-Bains.
Il 3 dicembre 1844, presso il seminario di Vals-les-Bains, fondò l'associazione cattolica Apostolato della preghiera, i cui aderenti si impegnavano quotidianamente a offrire al Sacro Cuore di Gesù preghiere e azioni in spirito di riparazione dei peccati dell'umanità. Inizialmente rivolto ai seminaristi della Compagnia, il movimento si estese presto fuori dallo scolasticato: venne approvato dal vescovo di Le Puy e poi da papa Pio IX; Henri Ramière ne fu un grande propagatore attraverso la rivista Messaggero del Sacro Cuore. Fu il precursore del Movimento eucaristico giovanile.
Nel 1857 venne nominato preposito provinciale di Lione e in quegli anni assistette Louise-Thérèse de Montaignac de Chauvance nella fondazione delle Oblate del Cuore di Gesù. In seguito, guidò le missioni gesuite in Algeria e Siria..
Rientrò in patria nel 1869. Tra le sue opere: La Franc-Maçonnerie et la Révolution (1873), Le salut de la France par le S. Cœur (1873) e Le Prêtre et l'Autel (1874).

## Tesi
Le opere de Clorivière individuano nella massoneria una delle cause della Rivoluzione francese.

## Libri
- l'Apostolat de la prière, 1846.
- La Franc-maçonnerie et la révolution, Lyon, Briday, 1872.
- Le salut de la France par le S. Cœur (1873)
- Le Prêtre et l'Autel (1874).